# Lijst van spoorwegstations in het Verenigd Koninkrijk - H
Dit is een lijst van spoorwegstations in het Verenigd Koninkrijk waarvan de naam begint met een H.
| Station                     | Code | Graafschap/ County/ City | District                  | Beheerder                    | Passagiers in/uit 2004-2005 (mln) | Passagiers in/uit 2005-2006 (mln) | Passagiers in/uit 2006-2007 (mln) | Passagiers in/uit 2007-2008 (mln) | Passagiers in/uit 2008-2009 (mln) |
| --------------------------- | ---- | ------------------------ | ------------------------- | ---------------------------- | --------------------------------- | --------------------------------- | --------------------------------- | --------------------------------- | --------------------------------- |
| Habrough                    | HAB  | North East Lincolnshire  |                           | Northern Rail                | 0,025                             | 0,028                             | 0,03                              | 0,028                             | 0,028                             |
| Hackbridge                  | HCB  | Groot-Londen             | Sutton                    | Southern                     | 0,535                             | 0,55                              | 0,786                             | 0,954                             | 0,873                             |
| Hackney Central             | HKC  | Groot-Londen             | Hackney                   | London Overground            | 0,457                             | 0,514                             | 1,896                             | 1,906                             | 1,564                             |
| Hackney Downs               | HAC  | Groot-Londen             | Hackney                   | National Express East Anglia | 0,944                             | 0,868                             | 1,077                             | 1,443                             | 1,278                             |
| Hackney Wick                | HKW  | Groot-Londen             | Hackney                   | London Overground            | 0,068                             | 0,08                              | 0,367                             | 0,373                             | 0,334                             |
| Haddenham and Thame Parkway | HDM  | Buckinghamshire          | Aylesbury Vale            | Chiltern Railways            | 0,433                             | 0,405                             | 0,468                             | 0,531                             | 0,558                             |
| Haddiscoe                   | HAD  | Norfolk                  | South Norfolk             | National Express East Anglia | 0,006                             | 0,005                             | 0,007                             | 0,01                              | 0,011                             |
| Hadfield                    | HDF  | Derbyshire               | High Peak                 | Northern Rail                | 0,208                             | 0,212                             | 0,213                             | 0,219                             | 0,306                             |
| Hadley Wood                 | HDW  | Groot-Londen             | Enfield                   | Govia Thameslink Railway     | 0,207                             | 0,245                             | 0,345                             | 0,394                             | 0,402                             |
| Hag Fold                    | HGF  | Greater Manchester       | Wigan                     | Northern Rail                | 0,035                             | 0,035                             | 0,033                             | 0,037                             | 0,053                             |
| Hagley                      | HAG  | Worcestershire           | Bromsgrove                | West Midland Trains          | 0,164                             | 0,228                             | 0,267                             | 0,333                             | 0,346                             |
| Hairmyres                   | HMY  | South Lanarkshire        |                           | ScotRail                     | 0,301                             | 0,334                             | 0,373                             | 0,412                             | 0,531                             |
| Hale                        | HAL  | Greater Manchester       | Trafford                  | Northern Rail                | 0,064                             | 0,075                             | 0,079                             | 0,109                             | 0,129                             |
| Halesworth                  | HAS  | Suffolk                  | Waveney                   | National Express East Anglia | 0,049                             | 0,047                             | 0,056                             | 0,07                              | 0,069                             |
| Halewood                    | HED  | Merseyside               | Knowsley                  | Northern Rail                | 0,035                             | 0,039                             | 0,045                             | 0,051                             | 0,106                             |
| Halifax                     | HFX  | West Yorkshire           | Calderdale                | Northern Rail                | 0,94                              | 0,978                             | 1,049                             | 1,099                             | 1,47                              |
| Hall Green                  | HLG  | West Midlands            | Birmingham                | West Midland Trains          | 0,124                             | 0,125                             | 0,144                             | 0,139                             | 0,331                             |
| Hall I' Th' Wood            | HID  | Greater Manchester       | Bolton                    | Northern Rail                | 0,038                             | 0,04                              | 0,044                             | 0,047                             | 0,067                             |
| Hall Road                   | HLR  | Merseyside               | Sefton                    | Merseyrail                   | 0,069                             | 0,076                             | 0,088                             | 0,092                             | 0,289                             |
| Halling                     | HAI  | Medway                   |                           | Southeastern                 | 0,04                              | 0,044                             | 0,044                             | 0,045                             | 0,05                              |
| Haltwhistle                 | HWH  | Northumberland           | Tynedale                  | Northern Rail                | 0,055                             | 0,063                             | 0,067                             | 0,072                             | 0,073                             |
| Ham Street                  | HMT  | Kent                     | Ashford                   | Southern                     | 0,058                             | 0,067                             | 0,07                              | 0,077                             | 0,077                             |
| Hamble                      | HME  | Hampshire                | Eastleigh                 | South West Trains            | 0,047                             | 0,051                             | 0,056                             | 0,07                              | 0,087                             |
| Hamilton Central            | HNC  | South Lanarkshire        |                           | ScotRail                     | 0,57                              | 0,672                             | 0,705                             | 0,746                             | 0,95                              |
| Hamilton West               | HNW  | South Lanarkshire        |                           | ScotRail                     | 0,493                             | 0,594                             | 0,575                             | 0,618                             | 0,812                             |
| Hammerton                   | HMM  | North Yorkshire          | Harrogate                 | Northern Rail                | 0,022                             | 0,023                             | 0,024                             | 0,022                             | 0,024                             |
| Hampden Park                | HMD  | East Sussex              | Eastbourne                | Southern                     | 0,549                             | 0,541                             | 0,548                             | 0,582                             | 0,572                             |
| Hampstead Heath             | HDH  | Groot-Londen             | Camden                    | London Overground            | 0,334                             | 0,388                             | 1,102                             | 1,166                             | 0,858                             |
| Hampton                     | HMP  | Groot-Londen             | Richmond upon Thames      | South West Trains            | 0,671                             | 0,648                             | 1,127                             | 1,256                             | 1,145                             |
| Hampton Court               | HMC  | Surrey                   | Elmbridge                 | South West Trains            | 0,856                             | 0,829                             | 2,011                             | 2,297                             | 2,069                             |
| Hampton Wick                | HMW  | Groot-Londen             | Richmond upon Thames      | South West Trains            | 0,442                             | 0,446                             | 0,775                             | 0,884                             | 0,797                             |
| Hampton-In-Arden            | HIA  | West Midlands            | Solihull                  | West Midland Trains          | 0,05                              | 0,052                             | 0,055                             | 0,057                             | 0,095                             |
| Hamstead                    | HSD  | West Midlands            | Birmingham                | West Midland Trains          | 0,058                             | 0,061                             | 0,067                             | 0,07                              | 0,13                              |
| Hamworthy                   | HAM  | Poole                    |                           | South West Trains            | 0,096                             | 0,094                             | 0,115                             | 0,134                             | 0,148                             |
| Hanborough                  | HND  | Oxfordshire              | West Oxfordshire          | Great Western Railway        | 0,076                             | 0,071                             | 0,077                             | 0,084                             | 0,105                             |
| Handforth                   | HTH  | Cheshire                 | Macclesfield              | Northern Rail                | 0,109                             | 0,129                             | 0,104                             | 0,156                             | 0,19                              |
| Hanwell                     | HAN  | Groot-Londen             | Ealing                    | Great Western Railway        | 0,154                             | 0,148                             | 0,325                             | 0,355                             | 0,315                             |
| Hapton                      | HPN  | Lancashire               | Burnley                   | Northern Rail                | 0,013                             | 0,01                              | 0,013                             | 0,016                             | 0,017                             |
| Harlech                     | HRL  | Gwynedd                  |                           | Transport for Wales          | 0,113                             | 0,113                             | 0,1                               | 0,158                             | 0,131                             |
| Harlesden                   | HDN  | Groot-Londen             | Brent                     | London Underground           | 0,34                              | 0,368                             | 0,319                             | 0,309                             | 0,29                              |
| Harling Road                | HRD  | Norfolk                  | Breckland                 | National Express East Anglia | 0,004                             | 0,005                             | 0,004                             | 0,004                             | 0,004                             |
| Harlington                  | HLN  | Bedfordshire             | Mid Bedfordshire          | Govia Thameslink Railway     | 0,316                             | 0,312                             | 0,319                             | 0,329                             | 0,324                             |
| Harlow Mill                 | HWM  | Essex                    | Harlow                    | National Express East Anglia | 0,116                             | 0,105                             | 0,124                             | 0,147                             | 0,159                             |
| Harlow Town                 | HWN  | Essex                    | Harlow                    | National Express East Anglia | 1,667                             | 1,627                             | 1,653                             | 1,713                             | 1,66                              |
| Harold Wood                 | HRO  | Groot-Londen             | Havering                  | National Express East Anglia | 1,771                             | 1,773                             | 3,015                             | 3,476                             | 3,043                             |
| Harpenden                   | HPD  | Hertfordshire            | St. Albans                | Govia Thameslink Railway     | 2,534                             | 2,612                             | 2,806                             | 2,93                              | 2,933                             |
| Harrietsham                 | HRM  | Kent                     | Maidstone                 | Southeastern                 | 0,06                              | 0,066                             | 0,069                             | 0,071                             | 0,08                              |
| Harringay                   | HGY  | Groot-Londen             | Haringey                  | Govia Thameslink Railway     | 0,328                             | 0,318                             | 0,775                             | 1,102                             | 0,902                             |
| Harringay Green Lanes       | HRY  | Groot-Londen             | Haringey                  | London Overground            | 0,036                             | 0,034                             | 0,319                             | 0,378                             | 0,3                               |
| Harrington                  | HRR  | Cumbria                  | Allerdale                 | Northern Rail                | 0,011                             | 0,013                             | 0,013                             | 0,017                             | 0,016                             |
| Harrogate                   | HGT  | North Yorkshire          | Harrogate                 | Northern Rail                | 1,055                             | 1,097                             | 1,142                             | 1,181                             | 1,204                             |
| Harrow & Wealdstone         | HRW  | Groot-Londen             | Harrow                    | London Underground           | 1,425                             | 1,517                             | 2,016                             | 2,347                             | 0,995                             |
| Harrow-on-the-Hill          | HOH  | Groot-Londen             | Harrow                    | London Underground           |                                   |                                   | 0,207                             | 0,294                             | 0,157                             |
| Hartford                    | HTF  | Cheshire                 | Cheshire West and Chester | West Midland Trains          | 0,07                              | 0,09                              | 0,106                             | 0,128                             | 0,154                             |
| Hartlebury                  | HBY  | Worcestershire           | Wychavon                  | West Midland Trains          | 0,005                             | 0,007                             | 0,011                             | 0,014                             | 0,02                              |
| Hartlepool                  | HPL  | Hartlepool               |                           | Northern Rail                | 0,313                             | 0,343                             | 0,373                             | 0,395                             | 0,428                             |
| Hartwood                    | HTW  | North Lanarkshire        |                           | ScotRail                     | 0,014                             | 0,016                             | 0,018                             | 0,018                             | 0,022                             |
| Harwich International       | HPQ  | Essex                    | Tendring                  | National Express East Anglia | 0,092                             | 0,099                             | 0,099                             | 0,092                             | 0,109                             |
| Harwich Town                | HWC  | Essex                    | Tendring                  | National Express East Anglia | 0,094                             | 0,091                             | 0,112                             | 0,146                             | 0,148                             |
| Haslemere                   | HSL  | Surrey                   | Waverley                  | South West Trains            | 1,4                               | 1,436                             | 1,552                             | 1,717                             | 1,701                             |
| Hassocks                    | HSK  | West Sussex              | Mid Sussex                | Southern                     | 0,843                             | 0,835                             | 0,876                             | 0,991                             | 1,038                             |
| Hastings                    | HGS  | East Sussex              | Hastings                  | Southeastern                 | 1,569                             | 1,685                             | 1,852                             | 1,941                             | 1,886                             |
| Hatch End                   | HTE  | Groot-Londen             | Harrow                    | London Overground            | 0,315                             | 0,338                             | 0,49                              | 0,594                             | 0,296                             |
| Hatfield                    | HAT  | Hertfordshire            | Welwyn Hatfield           | Govia Thameslink Railway     | 1,407                             | 1,43                              | 1,642                             | 1,768                             | 1,905                             |
| Hatfield and Stainforth     | HFS  | South Yorkshire          | Doncaster                 | Northern Rail                | 0,062                             | 0,058                             | 0,064                             | 0,062                             | 0,082                             |
| Hatfield Peverel            | HAP  | Essex                    | Braintree                 | National Express East Anglia | 0,418                             | 0,413                             | 0,416                             | 0,398                             | 0,394                             |
| Hathersage                  | HSG  | Derbyshire               | Derbyshire Dales          | Northern Rail                | 0,036                             | 0,039                             | 0,04                              | 0,044                             | 0,046                             |
| Hattersley                  | HTY  | Greater Manchester       | Tameside                  | Northern Rail                | 0,036                             | 0,038                             | 0,032                             | 0,034                             | 0,044                             |
| Hatton                      | HTN  | Warwickshire             | Warwick                   | Chiltern Railways            | 0,019                             | 0,018                             | 0,017                             | 0,02                              | 0,04                              |
| Havant                      | HAV  | Hampshire                | Havant                    | South West Trains            | 1,912                             | 1,944                             | 1,918                             | 1,996                             | 2,185                             |
| Havenhouse                  | HVN  | Lincolnshire             | East Lindsey              | East Midlands Railway        | 0                                 | 0,001                             | 0,001                             | 0                                 | 0                                 |
| Haverfordwest               | HVF  | Pembrokeshire            |                           | Transport for Wales          | 0,114                             | 0,11                              | 0,117                             | 0,127                             | 0,132                             |
| Hawarden                    | HWD  | Flintshire               |                           | Transport for Wales          | 0,029                             | 0,03                              | 0,031                             | 0,03                              | 0,037                             |
| Hawarden Bridge             | HWB  | Flintshire               |                           | Transport for Wales          | 0,004                             | 0,004                             | 0,004                             | 0,003                             | 0,01                              |
| Hawkhead                    | HKH  | Renfrewshire             |                           | ScotRail                     | 0,081                             | 0,1                               | 0,109                             | 0,117                             | 0,157                             |
| Haydon Bridge               | HDB  | Northumberland           | Tynedale                  | Northern Rail                | 0,016                             | 0,017                             | 0,017                             | 0,021                             | 0,022                             |
| Haydons Road                | HYR  | Groot-Londen             | Merton                    | Govia Thameslink Railway     | 0,159                             | 0,157                             | 0,667                             | 0,494                             | 0,427                             |
| Hayes and Harlington        | HAY  | Groot-Londen             | Hillingdon                | Great Western Railway        | 1,23                              | 1,239                             | 1,949                             | 2,033                             | 1,841                             |
| Hayes                       | HYS  | Groot-Londen             | Bromley                   | Southeastern                 | 0,809                             | 0,826                             | 1,088                             | 1,11                              | 1,098                             |
| Hayle                       | HYL  | Cornwall                 | Penwith                   | Great Western Railway        | 0,043                             | 0,051                             | 0,064                             | 0,06                              | 0,074                             |
| Haymarket                   | HYM  | Edinburgh                |                           | ScotRail                     | 1,571                             | 1,658                             | 1,62                              | 1,607                             | 1,743                             |
| Haywards Heath              | HHE  | West Sussex              | Mid Sussex                | Southern                     | 3,477                             | 3,411                             | 3,463                             | 3,83                              | 3,882                             |
| Hazel Grove                 | HAZ  | Greater Manchester       | Stockport                 | Northern Rail                | 0,276                             | 0,325                             | 0,364                             | 0,381                             | 0,535                             |
| Headcorn                    | HCN  | Kent                     | Maidstone                 | Southeastern                 | 0,544                             | 0,565                             | 0,622                             | 0,652                             | 0,639                             |
| Headingley                  | HDY  | West Yorkshire           | City of Leeds             | Northern Rail                | 0,164                             | 0,196                             | 0,223                             | 0,221                             | 0,317                             |
| Headstone Lane              | HDL  | Groot-Londen             | Harrow                    | London Overground            | 0,097                             | 0,095                             | 0,306                             | 0,296                             | 0,195                             |
| Heald Green                 | HDG  | Greater Manchester       | Stockport                 | Northern Rail                | 0,246                             | 0,264                             | 0,279                             | 0,299                             | 0,383                             |
| Healing                     | HLI  | North East Lincolnshire  |                           | Northern Rail                | 0,008                             | 0,011                             | 0,008                             | 0,009                             | 0,008                             |
| Heath High Level            | HHL  | Cardiff                  |                           | Transport for Wales          | 0,216                             | 0,237                             | 0,276                             | 0,311                             | 0,308                             |
| Heath Low Level             | HLL  | Cardiff                  |                           | Transport for Wales          | 0,042                             | 0,041                             | 0,039                             | 0,041                             | 0,039                             |
| Heaton Chapel               | HTC  | Greater Manchester       | Stockport                 | Northern Rail                | 0,251                             | 0,34                              | 0,354                             | 0,395                             | 0,461                             |
| Hebden Bridge               | HBD  | West Yorkshire           | Calderdale                | Northern Rail                | 0,368                             | 0,386                             | 0,401                             | 0,435                             | 0,582                             |
| Heckington                  | HEC  | Lincolnshire             | North Kesteven            | East Midlands Railway        | 0,045                             | 0,051                             | 0,053                             | 0,058                             | 0,055                             |
| Hedge End                   | HDE  | Hampshire                | Eastleigh                 | South West Trains            | 0,258                             | 0,298                             | 0,311                             | 0,354                             | 0,381                             |
| Hednesford                  | HNF  | Staffordshire            | Cannock Chase             | West Midland Trains          | 0,095                             | 0,098                             | 0,108                             | 0,108                             | 0,139                             |
| Heighington                 | HEI  | Durham                   | Sedgefield                | Northern Rail                | 0,01                              | 0,013                             | 0,01                              | 0,01                              | 0,009                             |
| Helensburgh Central         | HLC  | Argyll and Bute          |                           | ScotRail                     | 0,889                             | 0,948                             | 0,929                             | 0,895                             | 1,165                             |
| Helensburgh Upper           | HLU  | Argyll and Bute          |                           | ScotRail                     | 0                                 | 0                                 | 0,001                             | 0,017                             | 0,022                             |
| Hellifield                  | HLD  | North Yorkshire          | Craven                    | Northern Rail                | 0,017                             | 0,018                             | 0,02                              | 0,02                              | 0,021                             |
| Helmsdale                   | HMS  | Highland                 |                           | ScotRail                     | 0,004                             | 0,004                             | 0,004                             | 0,005                             | 0,006                             |
| Helsby                      | HSB  | Cheshire                 | Cheshire West and Chester | Transport for Wales          | 0,048                             | 0,052                             | 0,057                             | 0,068                             | 0,071                             |
| Hemel Hempstead             | HML  | Hertfordshire            | Dacorum                   | West Midland Trains          | 1,382                             | 1,464                             | 1,577                             | 1,691                             | 1,652                             |
| Hendon                      | HEN  | Groot-Londen             | Barnet                    | Govia Thameslink Railway     | 0,383                             | 0,404                             | 1,193                             | 1,063                             | 0,93                              |
| Hengoed                     | HNG  | Caerphilly               |                           | Transport for Wales          | 0,082                             | 0,078                             | 0,097                             | 0,098                             | 0,103                             |
| Henley-In-Arden             | HNL  | Warwickshire             | Stratford-upon-Avon       | West Midland Trains          | 0,075                             | 0,075                             | 0,066                             | 0,064                             | 0,099                             |
| Henley-On-Thames            | HOT  | Oxfordshire              | South Oxfordshire         | Great Western Railway        | 0,542                             | 0,541                             | 0,552                             | 0,593                             | 0,596                             |
| Hensall                     | HEL  | North Yorkshire          | Selby                     | Northern Rail                | 0,001                             | 0,001                             | 0                                 | 0                                 | 0                                 |
| Hereford                    | HFD  | Herefordshire            |                           | Transport for Wales          | 0,732                             | 0,8                               | 0,854                             | 0,899                             | 0,975                             |
| Herne Bay                   | HNB  | Kent                     | Canterbury                | Southeastern                 | 0,7                               | 0,736                             | 0,762                             | 0,809                             | 0,82                              |
| Herne Hill                  | HNH  | Groot-Londen             | Lambeth                   | Southeastern                 | 1,636                             | 1,619                             | 2,354                             | 2,808                             | 2,686                             |
| Hersham                     | HER  | Surrey                   | Elmbridge                 | South West Trains            | 0,522                             | 0,488                             | 0,53                              | 0,675                             | 0,688                             |
| Hertford East               | HFE  | Hertfordshire            | East Hertfordshire        | National Express East Anglia | 0,303                             | 0,278                             | 0,626                             | 0,613                             | 0,613                             |
| Hertford North              | HFN  | Hertfordshire            | East Hertfordshire        | Govia Thameslink Railway     | 1,287                             | 1,343                             | 1,074                             | 1,202                             | 1,246                             |
| Hessle                      | HES  | East Riding of Yorkshire |                           | Northern Rail                | 0,028                             | 0,051                             | 0,037                             | 0,029                             | 0,029                             |
| Heswall                     | HSW  | Merseyside               | Wirral                    | Transport for Wales          | 0,027                             | 0,026                             | 0,023                             | 0,025                             | 0,045                             |
| Hever                       | HEV  | Kent                     | Sevenoaks                 | Southern                     | 0,01                              | 0,017                             | 0,022                             | 0,027                             | 0,031                             |
| Heworth                     | HEW  | Tyne and Wear            | Gateshead                 | Northern Rail                | 0,024                             | 0,023                             | 0,015                             | 0,016                             | 0,016                             |
| Hexham                      | HEX  | Northumberland           | Tynedale                  | Northern Rail                | 0,339                             | 0,358                             | 0,351                             | 0,356                             | 0,372                             |
| Heyford                     | HYD  | Oxfordshire              | Cherwell                  | Great Western Railway        | 0,026                             | 0,028                             | 0,024                             | 0,022                             | 0,023                             |
| Heysham Port                | HHB  | Lancashire               | Lancaster                 | Northern Rail                | 0,006                             | 0,005                             | 0,007                             | 0,007                             | 0,008                             |
| High Brooms                 | HIB  | Kent                     | Tunbridge Wells           | Southeastern                 | 0,722                             | 0,767                             | 0,817                             | 0,849                             | 0,847                             |
| High Street (Glasgow)       | HST  | Glasgow City             |                           | ScotRail                     | 0,22                              | 0,277                             | 0,276                             | 0,296                             | 0,413                             |
| High Wycombe                | HWY  | Buckinghamshire          | Wycombe                   | Chiltern Railways            | 1,934                             | 1,705                             | 1,927                             | 2,115                             | 2,183                             |
| Higham                      | HGM  | Kent                     | Gravesham                 | Southeastern                 | 0,205                             | 0,185                             | 0,205                             | 0,241                             | 0,246                             |
| Highams Park                | HIP  | Groot-Londen             | Waltham Forest            | National Express East Anglia | 1,221                             | 1,092                             | 1,672                             | 1,727                             | 1,591                             |
| Highbridge and Burnham      | HIG  | Somerset                 | Sedgemoor                 | Great Western Railway        | 0,107                             | 0,117                             | 0,12                              | 0,144                             | 0,146                             |
| Highbury & Islington        | HHY  | Groot-Londen             | Islington                 | Govia Thameslink Railway     |                                   |                                   | 4,809                             | 4,751                             | 4,173                             |
| Hightown                    | HTO  | Merseyside               | Sefton                    | Merseyrail                   | 0,118                             | 0,133                             | 0,142                             | 0,151                             | 0,44                              |
| Hildenborough               | HLB  | Kent                     | Tonbridge and Malling     | Southeastern                 | 0,459                             | 0,476                             | 0,538                             | 0,557                             | 0,561                             |
| Hillfoot                    | HLF  | East Dunbartonshire      |                           | ScotRail                     | 0,166                             | 0,2                               | 0,219                             | 0,242                             | 0,309                             |
| Hillington East             | HLE  | Glasgow City             |                           | ScotRail                     | 0,137                             | 0,154                             | 0,168                             | 0,168                             | 0,241                             |
| Hillington West             | HLW  | Glasgow City             |                           | ScotRail                     | 0,154                             | 0,173                             | 0,181                             | 0,202                             | 0,303                             |
| Hillside                    | HIL  | Merseyside               | Sefton                    | Merseyrail                   | 0,159                             | 0,178                             | 0,178                             | 0,181                             | 0,689                             |
| Hilsea                      | HLS  | Portsmouth               |                           | South West Trains            | 0,223                             | 0,241                             | 0,228                             | 0,236                             | 0,28                              |
| Hinchley Wood               | HYW  | Surrey                   | Elmbridge                 | South West Trains            | 0,261                             | 0,263                             | 0,284                             | 0,328                             | 0,331                             |
| Hinckley                    | HNK  | Leicestershire           | Hinckley and Bosworth     | East Midlands Railway        | 0,227                             | 0,224                             | 0,231                             | 0,233                             | 0,287                             |
| Hindley                     | HIN  | Greater Manchester       | Wigan                     | Northern Rail                | 0,114                             | 0,126                             | 0,135                             | 0,153                             | 0,21                              |
| Hinton Admiral              | HNA  | Hampshire                | New Forest                | South West Trains            | 0,112                             | 0,137                             | 0,146                             | 0,17                              | 0,168                             |
| Hitchin                     | HIT  | Hertfordshire            | North Hertfordshire       | Govia Thameslink Railway     | 1,948                             | 2,049                             | 2,368                             | 2,544                             | 2,569                             |
| Hither Green                | HGR  | Groot-Londen             | Lewisham                  | Southeastern                 | 1,991                             | 2,03                              | 2,753                             | 2,945                             | 2,731                             |
| Hockley (Essex)             | HOC  | Essex                    | Rochford                  | National Express East Anglia | 0,969                             | 0,93                              | 0,592                             | 0,531                             | 0,546                             |
| Hollingbourne               | HBN  | Kent                     | Maidstone                 | Southeastern                 | 0,031                             | 0,03                              | 0,033                             | 0,039                             | 0,045                             |
| Hollinwood                  | HOD  | Greater Manchester       | Oldham                    | Northern Rail                | 0,046                             | 0,046                             | 0,049                             | 0,052                             | 0,081                             |
| Holmes Chapel               | HCH  | Cheshire                 | Congleton                 | Northern Rail                | 0,102                             | 0,094                             | 0,076                             | 0,122                             | 0,131                             |
| Holmwood                    | HLM  | Surrey                   | Mole Valley               | Southern                     | 0,032                             | 0,033                             | 0,035                             | 0,042                             | 0,043                             |
| Holton Heath                | HOL  | Dorset                   | Purbeck                   | South West Trains            | 0,016                             | 0,017                             | 0,023                             | 0,028                             | 0,031                             |
| Holyhead                    | HHD  | Anglesey                 |                           | Transport for Wales          | 0,215                             | 0,202                             | 0,212                             | 0,209                             | 0,185                             |
| Holytown                    | HLY  | North Lanarkshire        |                           | ScotRail                     | 0,072                             | 0,07                              | 0,073                             | 0,08                              | 0,11                              |
| Homerton                    | HMN  | Groot-Londen             | Hackney                   | London Overground            | 0,3                               | 0,36                              | 1,894                             | 1,844                             | 1,543                             |
| Honeybourne                 | HYB  | Worcestershire           | Wychavon                  | Great Western Railway        | 0,022                             | 0,028                             | 0,034                             | 0,033                             | 0,037                             |
| Honiton                     | HON  | Devon                    | East Devon                | South West Trains            | 0,256                             | 0,252                             | 0,264                             | 0,284                             | 0,293                             |
| Honley                      | HOY  | West Yorkshire           | Kirklees                  | Northern Rail                | 0,027                             | 0,034                             | 0,035                             | 0,038                             | 0,052                             |
| Honor Oak Park              | HPA  | Groot-Londen             | Lewisham                  | Southern                     | 0,982                             | 1,024                             | 1,582                             | 1,615                             | 1,461                             |
| Hook                        | HOK  | Hampshire                | Hart                      | South West Trains            | 0,51                              | 0,517                             | 0,593                             | 0,617                             | 0,65                              |
| Hooton                      | HOO  | Cheshire                 | Cheshire West and Chester | Merseyrail                   | 0,349                             | 0,358                             | 0,342                             | 0,36                              | 0,541                             |
| Hope (Flintshire)           | HPE  | Flintshire               |                           | Transport for Wales          | 0,026                             | 0,022                             | 0,02                              | 0,023                             | 0,024                             |
| Hope (Derbyshire)           | HOP  | Derbyshire               | High Peak                 | Northern Rail                | 0,034                             | 0,038                             | 0,039                             | 0,04                              | 0,044                             |
| Hopton Heath                | HPT  | Shropshire               | South Shropshire          | Transport for Wales          | 0,001                             | 0,001                             | 0,001                             | 0,001                             | 0,001                             |
| Horley                      | HOR  | Surrey                   | Reigate and Banstead      | Southern                     | 0,844                             | 0,833                             | 0,839                             | 1,022                             | 1,097                             |
| Hornbeam Park               | HBP  | North Yorkshire          | Harrogate                 | Northern Rail                | 0,209                             | 0,214                             | 0,218                             | 0,226                             | 0,249                             |
| Hornsey                     | HRN  | Groot-Londen             | Haringey                  | Govia Thameslink Railway     | 0,362                             | 0,382                             | 0,737                             | 1,031                             | 0,896                             |
| Horsforth                   | HRS  | West Yorkshire           | City of Leeds             | Northern Rail                | 0,615                             | 0,688                             | 0,73                              | 0,726                             | 0,856                             |
| Horsham                     | HRH  | West Sussex              | Horsham                   | Southern                     | 2,033                             | 2,067                             | 2,203                             | 2,382                             | 2,435                             |
| Horsley                     | HSY  | Surrey                   | Guildford                 | South West Trains            | 0,297                             | 0,289                             | 0,3                               | 0,365                             | 0,38                              |
| Horton-in-Ribblesdale       | HIR  | North Yorkshire          | Craven                    | Northern Rail                | 0,015                             | 0,014                             | 0,014                             | 0,015                             | 0,017                             |
| Horwich Parkway             | HWI  | Greater Manchester       | Bolton                    | Northern Rail                | 0,217                             | 0,238                             | 0,263                             | 0,304                             | 0,408                             |
| Hoscar                      | HSC  | Lancashire               | West Lancashire           | Northern Rail                | 0,002                             | 0,002                             | 0,002                             | 0,001                             | 0,002                             |
| Hough Green                 | HGN  | Halton                   |                           | Northern Rail                | 0,14                              | 0,145                             | 0,144                             | 0,152                             | 0,16                              |
| Hounslow                    | HOU  | Groot-Londen             | Hounslow                  | South West Trains            | 0,502                             | 0,517                             | 0,952                             | 1,143                             | 1,021                             |
| Hove                        | HOV  | Brighton and Hove        |                           | Southern                     | 1,765                             | 1,918                             | 2,097                             | 2,185                             | 2,303                             |
| Hoveton and Wroxham         | HXM  | Norfolk                  | North Norfolk             | National Express East Anglia | 0,077                             | 0,078                             | 0,082                             | 0,101                             | 0,104                             |
| How Wood (Hertfordshire)    | HWW  | Hertfordshire            | St. Albans                | West Midland Trains          | 0,029                             | 0,033                             | 0,039                             | 0,039                             | 0,036                             |
| Howden                      | HOW  | East Riding of Yorkshire |                           | Northern Rail                | 0,05                              | 0,057                             | 0,069                             | 0,074                             | 0,084                             |
| Howwood (Renfrewshire)      | HOZ  | Renfrewshire             |                           | ScotRail                     | 0,036                             | 0,043                             | 0,05                              | 0,048                             | 0,043                             |
| Hoylake                     | HYK  | Merseyside               | Wirral                    | Merseyrail                   | 0,165                             | 0,175                             | 0,292                             | 0,203                             | 0,603                             |
| Hubberts Bridge             | HBB  | Lincolnshire             | Boston                    | East Midlands Railway        | 0                                 | 0                                 | 0                                 | 0                                 | 0,001                             |
| Hucknall                    | HKN  | Nottinghamshire          | Ashfield                  | East Midlands Railway        | 0,152                             | 0,149                             | 0,156                             | 0,155                             | 0,156                             |
| Huddersfield                | HUD  | West Yorkshire           | Kirklees                  | First TransPennine Express   | 2,214                             | 2,386                             | 2,511                             | 2,672                             | 3,566                             |
| Hull Paragon Interchange    | HUL  | Kingston upon Hull       |                           | First TransPennine Express   | 1,961                             | 1,97                              | 2,051                             | 2,113                             | 2,163                             |
| Humphrey Park               | HUP  | Greater Manchester       | Trafford                  | Northern Rail                | 0,018                             | 0,018                             | 0,018                             | 0,019                             | 0,022                             |
| Huncoat                     | HCT  | Lancashire               | Hyndburn                  | Northern Rail                | 0,011                             | 0,011                             | 0,011                             | 0,011                             | 0,011                             |
| Hungerford                  | HGD  | West Berkshire           |                           | Great Western Railway        | 0,207                             | 0,227                             | 0,216                             | 0,246                             | 0,275                             |
| Hunmanby                    | HUB  | North Yorkshire          | Scarborough               | Northern Rail                | 0,014                             | 0,013                             | 0,019                             | 0,022                             | 0,021                             |
| Huntingdon                  | HUN  | Cambridgeshire           | Huntingdonshire           | Govia Thameslink Railway     | 1,36                              | 1,373                             | 1,448                             | 1,564                             | 1,593                             |
| Huntly                      | HNT  | Aberdeenshire            |                           | ScotRail                     | 0,07                              | 0,07                              | 0,076                             | 0,084                             | 0,088                             |
| Hunts Cross                 | HNX  | Merseyside               | Liverpool                 | Merseyrail                   | 0,326                             | 0,444                             | 0,464                             | 0,503                             | 1,27                              |
| Hurst Green                 | HUR  | Surrey                   | Tandridge                 | Southern                     | 0,447                             | 0,483                             | 0,522                             | 0,567                             | 0,563                             |
| Hutton Cranswick            | HUT  | East Riding of Yorkshire |                           | Northern Rail                | 0,036                             | 0,038                             | 0,033                             | 0,033                             | 0,034                             |
| Huyton                      | HUY  | Merseyside               | Knowsley                  | Northern Rail                | 0,393                             | 0,43                              | 0,426                             | 0,427                             | 1,189                             |
| Hyde Central                | HYC  | Greater Manchester       | Tameside                  | Northern Rail                | 0,036                             | 0,038                             | 0,042                             | 0,042                             | 0,05                              |
| Hyde North                  | HYT  | Greater Manchester       | Tameside                  | Northern Rail                | 0,021                             | 0,024                             | 0,024                             | 0,027                             | 0,031                             |
| Hykeham                     | HKM  | Lincolnshire             | North Kesteven            | East Midlands Railway        | 0,014                             | 0,014                             | 0,018                             | 0,022                             | 0,021                             |
| Hyndland                    | HYN  | Glasgow City             |                           | ScotRail                     | 0,92                              | 1,046                             | 1,077                             | 1,183                             | 1,466                             |
| Hythe (Essex)               | HYH  | Essex                    | Colchester                | National Express East Anglia | 0,045                             | 0,053                             | 0,053                             | 0,052                             | 0,06                              |

A · 
B · 
C · 
D · 
E · 
F · 
G · 
H · 
I · 
J · 
K · 
L · 
M · 
N · 
O · 
P · 
Q · 
R · 
S · 
T · 
U · 
V · 
W · 
X · 
Y · 
Z

Alle stations (sorteerbaar)